# 芳井敬郎
芳井 敬郎（よしい たかお、1947年9月26日 - 2021年3月6日）は、日本の民俗学者。民俗学、日本文化史専攻。花園大学名誉教授。

## 来歴
大阪府大阪市に生まれる。1970年に國學院大學文学部史学科を卒業した。
1972年に奈良県立大和民俗公園建設室主事・学芸員となる（1974年に奈良県立民俗博物館主事に所属変更）。
1980年に花園大学文学部史学科専任講師となり、同年助教授に変更後、1993年に教授に昇進した。2004年に花園大学歴史博物館館長に就任した。2006年に副学長となる。2018年に花園大学を退職して名誉教授となった。
この間、2003年には連続テレビ小説『てるてる家族』で風俗考証を担当した。また学外では2007年に全国大学博物館学講座協議会西日本部会会長に就任したほか、京都大学人文科学研究所、国立民族学博物館、国際日本文化研究センター等の研究員、京都府民俗文化財調査団をはじめとする民俗文化財調査の調査員、栗東歴史民俗博物館、大阪府立住まいのミュージアムをはじめとする博物館・民俗資料館の委員、日本風俗学会理事、日本服飾学会理事、京都民俗学談話会事務局長、京都民俗学会会長などを歴任した。
2021年3月に死去。

## 著作

### 単著・編著
- 『織物技術民俗誌』染織と生活社、1991年 ISBN 978-4-91537423-4
- 『祇園祭』（編著、大島新一編集協力）松籟社、1994年 ISBN 978-4-87984145-2
- 『民俗文化複合体論』思文閣出版、2005年 ISBN 978-4-78421237-8

### 共著・共編著
- 『図解日本服飾文化史』（松本敏子と共編）日本服飾学会、1983年
- 『京の祭』（横山健蔵と共著）佼成出版社、1994年 ISBN 978-4-33301690-7
- 『京都市今昔写真集』（井上章一・中村治と編）樹林舎、2008年 ISBN 978-4-90273122-4

### 記念論集
- 芳井敬郎名誉教授古稀記念会 編『京都学研究と文化史の視座: 芳井敬郎名誉教授古稀記念』芙蓉書房出版、2019年 ISBN 978-4-82950756-8

## 賞歴
- 日本風俗史学会第24回江馬賞（『民俗文化複合体論』、2006年）